# Gunther Beger
Gunther Beger (* 1961 in Bonn) ist ein deutscher politischer Beamter. Von März 2021 bis März 2022 war er deutscher Exekutivdirektor bei der Weltbankgruppe in Washington (USA).

## Leben und Wirken
Gunther Beger wuchs als eines von sechs Geschwistern und Sohn des Publizisten Bernhard Beger und der Putzmacherin Marianne Beger in Bonn auf. Er legte 1981 am humanistischen Beethoven-Gymnasium in Bonn das Abitur ab. Nach seiner Wehrdienstzeit in Rotenburg an der Wümme und in Rheinbach studierte Beger Chemie und Agrarwissenschaften an der Rheinischen Friedrich-Wilhelms-Universität Bonn und am Institut Agronomique Méditerranéen in Montpellier. Er schloss das Studium der Agrarwissenschaften 1990 mit den Schwerpunkten Wirtschafts- und Sozialwissenschaften sowie Entwicklungspolitik ab.
Beger begann seine berufliche Laufbahn als Bundesbeamter im Jahr 1991 beim Bundesministerium für Landwirtschaft und Ernährung, wo er zunächst für internationale Agrar- und Handelspolitik zuständig war. Von 1995 bis 2000 war er Leiter des Referates Landwirtschaft an der Deutschen Botschaft in Moskau. Danach durchlief Gunther Beger bis 2013 verschiedene Referate im Bundesministerium für Landwirtschaft und Ernährung, zuletzt als Leiter des Referates Internationale Projekte. 2007 bis 2010 leitete Beger die Stabstelle Agrarexportförderung im BMEL und entwickelte im Bundeslandwirtschaftsministerium die ersten Entwicklungsprojekte in Zentralasien, China und in Afrika. Ende 2013 wechselte Gunther Beger in das Bundesministerium für wirtschaftliche Zusammenarbeit und Entwicklung, wo er zunächst den Stab von Bundesminister Gerd Müller leitete. Von Oktober 2014 bis Februar 2021 leitete Beger als Ministerialdirektor verschiedene Abteilungen im BMZ, zuletzt die Abteilung für Globale Gesundheit, Wirtschaft, Handel und ländliche Entwicklung. Beger gestaltete verschiedene Initiativen des Ministeriums federführend mit. Als Beispiele sind hierfür das deutsche Textilbündnis und das 2019 eingeführte staatliche Label „Grüner Knopf“ zu nennen. Das Siegel soll das Einhalten anspruchsvoller ökologischer sowie sozialer Standards in der textilen Lieferkette sicherstellen. Zudem gestaltete Beger maßgeblich die Sonderinitiativen des BMZ „Eine Welt ohne Hunger“ und „Ausbildung und Beschäftigung“ mit, beides politische Schwerpunkte des damaligen Entwicklungsministers Gerd Müller. Ab dem 1. März 2021 war Gunther Beger deutscher Exekutivdirektor bei der Weltbankgruppe in Washington. Deutschland verfügt bei der Weltbankgruppe als einer der sechs größten Kapitalgeber über einen ständigen Sitz im Board. Zum 1. März 2022 versetzte ihn Bundesentwicklungshilfeministerin Svenja Schulze (SPD) in den vorzeitigen Ruhestand. Seit dem 1. Mai 2022 ist er Berater für Agribusiness bei der Organisation der Vereinten Nationen für industrielle Entwicklung (UNIDO). Seit Oktober 2022 ist er Managing Director und Stellvertreter des Generaldirektors bei UNIDO.

## Persönliches
1992 heiratete Beger die gelernte Kinderkrankenschwester Astrid Beger und ist Vater zweier Söhne.